# Andrea Parisini
Andrea Carlo Parisini (Vigevano, 18 de noviembre de 1994) es un jugador de balonmano italiano que juega de pívot en el Pays d'Aix UCH. Es internacional con la selección de balonmano de Italia.
Su primer gran campeonato con la selección fue el Campeonato Mundial de Balonmano Masculino de 2025.

## Clubes
| Club                     | País    | Año         |
| ------------------------ | ------- | ----------- |
| Pallamano Cologne        | Italia  | 2013 - 2015 |
| Pallamano Carpi          | Italia  | 2015 - 2016 |
| Angers SCO               | Francia | 2016 - 2018 |
| Istres Provence Handball | Francia | 2019 - 2023 |
| Pays d'Aix UCH           | Francia | 2023 - Act. |